# Rio Nervión
O rio Nervión (em euskera Nerbioi) é um rio do País Basco, no norte da Espanha. Nasce no limite das províncias de Burgos e Álava, das águas que descem dos Altos de Corral, Bagate e Urkabustaitzpor uma parte e da serra de Garobel ou Salvada por outra, na Cordilheira Cantábrica.
A pouca distância da sua nascente, forma um importante salto de 270 metros, para continuar logo pelo vale de Délica em direção ao noroeste. Desce pelo chamado vale do Nervión ou Alto Nervión até entrar na província de Vizcaya, perto de Orduña. No município de Basauri, conflui com o Ibaizábal, rio de caudal e comprimento semelhante. Juntos dividem o resto da comarca do Gran Bilbao, cruzando a capital com o nome de rio de Bilbau, até chegar e sua foz no Mar Cantábrico, entre os municípios de Portugalete e Guecho.